# Elecciones presidenciales de Estados Unidos de 1988 en Texas
Las elecciones presidenciales de los Estados Unidos de 1988 en Texas se celebraron el martes 8 de noviembre de 1988, como parte de las Elecciones presidenciales de Estados Unidos de 1988, en las que participaron los 50 estados más el Distrito de Columbia. Los votantes de Texas eligieron a los electores para que los representaran en el Colegio electoral a través del voto popular, enfrentando a las fórmulas del Partido Republicano, del entonces actual  vicepresidente George H.W. Bush y el senador por Indiana Dan Quayle, contra la del Partido Demócrata del gobernador de Massachusetts Michael Dukakis y su compañero el senador por Texas Lloyd Bentsen, Texas tenía 29 votos electorales en el Colegio Electoral.
Texas votó por Bush por un sólido margen del 12.6%. Texas había sido considerado un estado competitivo, aunque de tendencia republicana, en el período previo a las elecciones.
Bentsen se postuló para la reelección en las elecciones senatoriales concurrentes contra el candidato republicano Beau Boulter. La campaña de Bush y el Partido Republicano de Texas estaban inicialmente interesados en ayudar a Boulter, pero más tarde siguieron una estrategia de Texas Ticket en la que promovieron el voto tanto de Bush en las elecciones presidenciales como de Bentsen en las elecciones senatoriales. Bentsen criticó la estrategia el 22 de octubre, afirmando que los "republicanos están tratando de vender la noción de que se puede votar dos veces por Texas votando por George Bush y Lloyd Bentsen". Bentsen ganó la reelección a pesar de la victoria republicana en las elecciones presidenciales.
El 61% de los votantes blancos apoyaban a Bush, mientras que el 38% apoyaba a Dukakis.
A partir de las elecciones presidenciales de 2024, y a pesar de las dos victorias electorales nacionales posteriores de Bill Clinton (mientras mantiene el margen republicano de victoria en Texas en un solo dígito en ambas ocasiones), las elecciones de 1988 constituyen la última ocasión en que los condados de Lee, Calhoun y San Saba han apoyado al candidato presidencial demócrata.

## Resultados
| Partido | Partido     | Candidato        | Votos     | %     |
| ------- | ----------- | ---------------- | --------- | ----- |
|         | Republicano | George H.W. Bush | 3,036,829 | 55.95 |
|         | Demócrata   | Michael Dukakis  | 2,352,748 | 43.35 |
|         | Libertario  | Ron Paul         | 30,555    | 0.56  |
| Otros   | Otros       | Otros            | 7,478     | 0.14  |
|         |             |                  |           |       |
| Total   | Total       | Total            | 5,427,410 | 100   |
|         |             |                  |           |       |
| Fuente: |             |                  |           |       |